# Thomas Mun
Thomas Mun (ur. 17 czerwca 1571 w Londynie, zm. 21 lipca 1641 tamże) – angielski ekonomista, teoretyk merkantylizmu. Mun był również kupcem, członkiem zarządu Brytyjskiej Kompanii Wschodnioindyjskiej i specjalistą w rządowej komisji do spraw handlu. Stworzył teorię aktywnego bilansu handlowego.

## Dzieła
- Dyskurs o handlu między Anglią a Indiami Wschodnimi (1621)
- Bogactwo Anglii w handlu zagranicznym (napisana ok. 1628-1630, wydana pośmiertnie w 1664)